# Yazoo City
Yazoo City är en stad i Yazoo County i den amerikanska delstaten Mississippi med en yta av 28,3 km² och en folkmängd, som uppgår till 14 550 invånare (2000). Yazoo City är administrativ huvudort i Yazoo County.
Orten grundades 1824 och hette först Hannan's Bluff, sedan Manchester och från och med 1839 Yazoo City.

## Kända personer från Yazoo City
- Haley Barbour, guvernör i Mississippi 2004-
- James Paul Clarke, guvernör i Arkansas 1895-1897
- Mike Espy, jordbruksminister 1993-1994
- Lawrence Gordon, filmproducent
- Stella Stevens, skådespelare och fotomodell